# Team Saxo Bank 2010
Questa voce raccoglie le informazioni riguardanti il Team Saxo Bank nelle competizioni ufficiali della stagione 2010.

## Stagione
Avendo licenza da UCI ProTeam, la squadra ciclistica danese ha avuto diritto di partecipare alle gare del Calendario mondiale UCI 2010, oltre a quelle dei circuiti continentali UCI.

## Organico

### Staff tecnico
TM=Team Manager, DS=Direttore Sportivo.
|  | Naz.                 | Ruolo | Sportivo        |  |  |  |
|  | -------------------- | ----- | --------------- |  |  |  |
|  | Danimarca (bandiera) | TM    | Bjarne Riis     |  |  |  |
|  | Danimarca (bandiera) | DS    | Kim Andersen    |  |  |  |
|  | Danimarca (bandiera) | DS    | Dan Frost       |  |  |  |
|  | Australia (bandiera) | DS    | Bradley McGee   |  |  |  |
|  | Danimarca (bandiera) | DS    | Torsten Schmidt |  |  |  |

### Rosa
|  | Naz.                   |  | Sportivo              | Anno |  |  |
|  | ---------------------- |  | --------------------- | ---- |  |  |
|  | Regno Unito (bandiera) |  | Jonathan Bellis       | 1988 |  |  |
|  | Danimarca (bandiera)   |  | Matti Breschel        | 1984 |  |  |
|  | Svizzera (bandiera)    |  | Fabian Cancellara     | 1981 |  |  |
|  | Australia (bandiera)   |  | Baden Cooke           | 1978 |  |  |
|  | Lussemburgo (bandiera) |  | Laurent Didier        | 1984 |  |  |
|  | Danimarca (bandiera)   |  | Jakob Fuglsang        | 1985 |  |  |
|  | Argentina (bandiera)   |  | Juan José Haedo       | 1981 |  |  |
|  | Argentina (bandiera)   |  | Lucas Sebastián Haedo | 1983 |  |  |
|  | Danimarca (bandiera)   |  | Frank Høj             | 1973 |  |  |
|  | Danimarca (bandiera)   |  | Jonas Aaen Jørgensen  | 1986 |  |  |
|  | Germania (bandiera)    |  | Dominic Klemme        | 1986 |  |  |
|  | Danimarca (bandiera)   |  | Kasper Klostergaard   | 1983 |  |  |
|  | Svezia (bandiera)      |  | Gustav Larsson        | 1980 |  |  |
|  | Danimarca (bandiera)   |  | Anders Lund           | 1985 |  |  |
|  | Polonia (bandiera)     |  | Jarosław Marycz       | 1987 |  |  |
|  | Danimarca (bandiera)   |  | Michael Mørkøv        | 1985 |  |  |
|  | Australia (bandiera)   |  | Stuart O'Grady        | 1973 |  |  |
|  | Australia (bandiera)   |  | Richie Porte          | 1985 |  |  |
|  | Danimarca (bandiera)   |  | Alex Rasmussen        | 1984 |  |  |
|  | Lussemburgo (bandiera) |  | Andy Schleck          | 1985 |  |  |
|  | Lussemburgo (bandiera) |  | Fränk Schleck         | 1980 |  |  |
|  | Danimarca (bandiera)   |  | Chris Anker Sørensen  | 1984 |  |  |
|  | Danimarca (bandiera)   |  | Nicki Sørensen        | 1975 |  |  |
|  | Danimarca (bandiera)   |  | André Steensen        | 1987 |  |  |
|  | Germania (bandiera)    |  | Jens Voigt            | 1971 |  |  |

## Ciclomercato
| Baden Cooke           | Vacansoleil         |
| Laurent Didier        | Team Designa Køkken |
| Lucas Sebastián Haedo | Colavita            |
| Jonas Aaen Jørgensen  | Team Capinordic     |
| Jarosław Marycz       | neo pro             |
| Richie Porte          | Praties Cycling     |

| Kurt Asle Arvesen  | Sky              |
| Lars Bak           | HTC              |
| Lasse Bøchman      | Glud & Marstrand |
| Matthew Goss       | HTC              |
| Aleksandr Kolobnev | Katusha          |
| Karsten Kroon      | BMC              |
| Marcus Ljungqvist  | fine carriera    |
| Jason McCartney    | RadioShack       |
| Jurgen Van Goolen  | Omega Pharma     |

## Palmarès

### Corse a tappe
ProTour
- Volta Ciclista a Catalunya

3ª tappa (Jens Voigt)
6ª tappa (Juan José Haedo)
- Tour de Romandie

3ª tappa (Richie Porte)
- Giro d'Italia

8ª tappa (Chris Anker Sørensen)
21ª tappa (Gustav Larsson)
- Critérium du Dauphiné

2ª tappa (Juan José Haedo)
- Tour de Suisse

1ª tappa (Fabian Camcellara)
3ª tappa (Fränk Schleck)
Classifica generale (Fränk Schleck)
- Tour de France

Prologo (Fabian Cancellara)
8ª tappa (Andy Schleck)
17ª tappa (Andy Schleck)
19ª tappa (Fabian Cancellara)
Continental
- Tour of Oman

Classifica generale (Fabian Cancellara)
- Vuelta a Andalucía

4ª tappa (Alex Rasmussen)
- Quattro Giorni di Dunkerque

1ª tappa (Alex Rasmussen)
3ª tappa (Alex Rasmussen)
- Tour de Luxembourg

2ª tappa (Fränk Schleck)
- Giro di Danimarca

3ª tappa (Matti Breschel)
Classifica generale (Jakob Fuglsang)
- Tour du Limousin

2ª tappa (Gustav Larsson)
Classifica generale (Gustav Larsson)

### Corse in linea
ProTour
- Giro delle Fiandre (Fabian Cancellara)
- Parigi-Roubaix (Fabian Cancellara)

Continental
- Mumbai Cyclothon (Juan José Haedo)
- Dwars door Vlaanderen (Matti Breschel)
- E3 Prijs Harelbeke (Fabian Cancellara)
- Giro di Colonia (Juan José Haedo)
- Grand Prix Herning (Alex Rasmussen)
- Vuelta a la Comunidad de Madrid (Gustav Larsson)

### Pista
- Sei giorni di Berlino (Michael Mørkøv, Alex Rasmussen)
- Sei giorni di Copenaghen (Michael Mørkøv, Alex Rasmussen)

### Campionati del mondo
Strada
- Cronometro

2010 (Fabian Cancellara)
Pista
- Scratch

2010 (Alex Rasmussen)

### Campionati nazionali
Strada
- Campionati danesi

In linea (Nicki Sørensen)
Cronometro (Jakob Fuglsang)
- Campionati lussemburghesi

In linea (Fränk Schleck)
Cronometro (Andy Schleck)
- Campionati polacchi

Cronometro (Jarosław Marycz)
- Campionati svedesi

Cronometro (Gustav Larsson)

## Classifiche UCI

### Calendario mondiale UCI
Individuale
Piazzamenti dei corridori del Team Katusha nella classifica individuale del Calendario mondiale UCI 2010.
| Pos. | Ciclista              | Punti |
| ---- | --------------------- | ----- |
| 13   | Andy Schleck          | 258   |
| 14   | Fabian Cancellara     | 254   |
| 15   | Fränk Schleck         | 230   |
| 34   | Richie Porte          | 133   |
| 37   | Jakob Fuglsang        | 130   |
| 76   | Jens Voigt            | 62    |
| 117  | Juan José Haedo       | 29    |
| 122  | Gustav Larsson        | 21    |
| 136  | Matti Breschel        | 16    |
| 137  | Chris Anker Sørensen  | 16    |
| 154  | Lucas Sebastián Haedo | 12    |
| 229  | Alex Rasmussen        | 3     |
| 262  | Jarosław Marycz       | 1     |

Squadra
Il Team Saxo Bank ha vinto la graduatoria a squadre classificandosi primo con 1005 punti.